# Tanx
Tanx — восьмий студійний альбом англійської групи T. Rex, який був випущений 28 січня 1973 року.

## Композиції
1. Tenement Lady — 2:55
2. Rapids — 2:48
3. Mister Mister — 3:29
4. Broken Hearted Blues — 2:02
5. Shock Rock — 1:43
6. Country Honey — 1:47
7. Electric Slim and the Factory Hen — 3:03
8. Mad Donna — 2:16
9. Born to Boogie — 2:04
10. Life is Strange — 2:30
11. The Street and Babe Shadow — 2:18
12. Highway Knees — 2:34
13. Left Hand Luke and the Beggar Boys — 5:18

## Склад
- Марк Болан — вокал, гітара, орган
- Міккі Фінн — бас, барабани, вокал
- Білл Легенда — ударні
- Говард Кейлан — бек-вокал
- Стів Каррі — бас